# Micrelenchus caelatus
Micrelenchus caelatus es una especie de molusco gasterópodo de la familia Trochidae.

## Subespecies
- Micrelenchus caelatus archibenthicola Dell, 1956
- Micrelenchus caelatus bakeri Fleming, 1948
- Micrelenchus caelatus elongatus (Suter, 1897)
- Micrelenchus caelatus morioria Powell, 1933
- Micrelenchus caelatus mortenseni (Odhner, 1924)

## Distribución geográfica
Se encuentra en Nueva Zelanda